# My Fellow Americans
My Fellow Americans (Meus Queridos Presidentes, no Brasil / Politicamente... Incorrecto!, em Portugal) é um filme estadunidense de comédia, lançado em 1996, estrelando Jack Lemmon e James Garner.
Colaborador permanente de Lemmon, Walter Matthau, foi escalado para co-estrela. Os problemas de saúde de Matthau evitaram a participação, então Garner foi escolhido para estrelar ao lado de Lemmon para seu primeiro projeto juntos.

## Sinopse
No filme, dois ex-presidentes se unem contra o atual chefe de estado. Ele quer responsabilizar os dois por suspeita de participar de um vasto escândalo político.
O mulherengo ex-presidente dos Estados Unidos Matt Douglas (Jack lemmon) que vive se gabando de suas várias aventuras com suas amantes é, há mais de 30 anos inimigo do também ex-presidente norte-americano Russius Kramer (James Garner) um homem pão-duro que faz de tudo pra não ser esquecido. Ambos investigam o escândalo Olimphia, que envolve o atual presidente dos Estados Unidos Matt tem dúvidas de que Kramer tenha envolvimento no caso. Para desvendar este mistério, ambos recorrem á Charles Reynolds conhecido amigo dos presidentes.
Após o assassinato repentino de Reynolds, os ex-presidentes lutam para não serem as próximas vítimas.
Para recuperarem a reputação, ambos partem para uma aventura eletrizante a fim de desvendarem o caso.

## Elenco
- Jack Lemmon – Presidente Russell P. Kramer
- James Garner – Presidente Matt Douglas
- Dan Aykroyd – Presidente William "Bill" Haney
- John Heard – Vice Presidente Ted Matthews
- Wilford Brimley – Joe Hollis
- Lauren Bacall – Margaret Kramer
- Sela Ward – Kay Griffin
- Everett McGill – Col. Paul Tanner
- Bradley Whitford – Carl Witnaur
- James Rebhorn – Charlie Reynolds
- Esther Rolle – Rita, a Chef da Casa Branca
- Jack Kehler – Wayne
- Edwin Newman – participação
- Jack Garner – Caddy do presidente Haney

## As filmagens
A maioria das principais filmagens para o filme foi feito nas montanhas do oeste da Carolina do Norte, incluindo cenas: ao longo do rio Rocky Broad, onde ele deságua Lake Lure em Rutherford County, Dillsboro, ao longo do Great Smoky Mountains Railroad; Waynesville, onde um palhaço gigante assinar falhas através de seu pára-brisa enquanto eles tentam fugir e onde encontrar o bebê no carro roubado é em Marshall, Carolina do Norte , e em Asheville, no Biltmore Estate.
Em Marshall, Carolina do Norte, o centro da cidade está em uma cidade sem nome em Virgínia Ocidental. Lá, a banda da Western Carolina Universit retrata a "marcha das Dorothys" (um grupo fictício baseado em ícone gay Judy Garland personagem do Mágico de Oz), na parada do orgulho gay. 

## Recepção
My Fellow Americans recebeu críticas mistas dos críticos, onde detém uma classificação de 48% no Rotten Tomatoes com base em 40 comentários.